# Martí Olivella

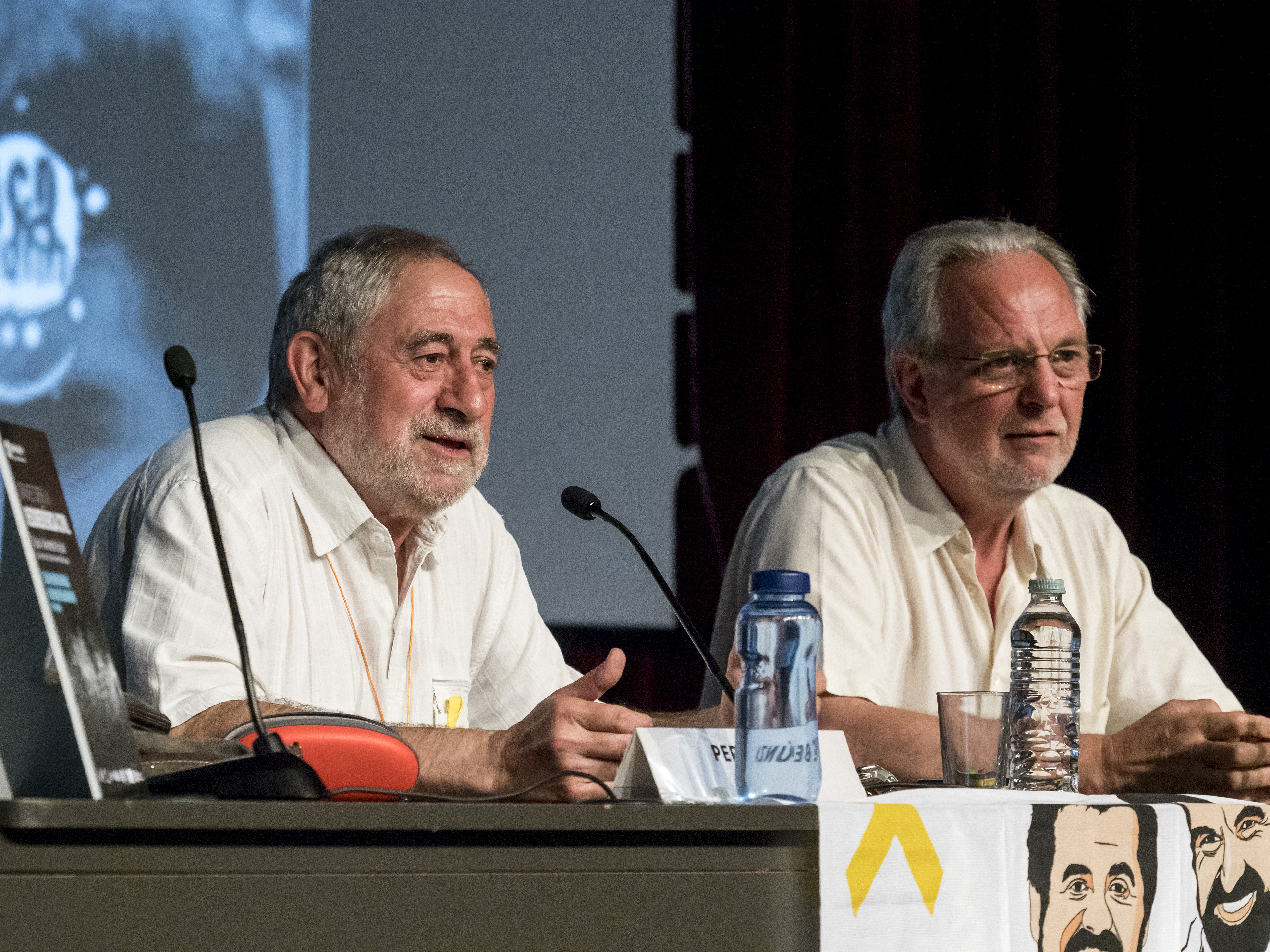
Con Pepe Beúnza (izq.) en unas Jornadas sobre la desobediencia civil, en 2019

Martí Olivella i Solé (Barcelona, 1 de enero de 1955) es un promotor de la innovación social y del movimiento de lucha no violenta. Fue uno de los fundadores del movimiento por la paz en Cataluña en la década de 1970, cuando formó un grupo de objetores del servicio militar. Amigo de Lluís Maria Xirinacs, fue seguidor de su ideario sobre el pacifismo.
Ha sido cofundador y director del Centro de Estudios Joan Bardina, de EcoConcern y de NOVACT.

## Actividad social y profesional
Desde 1975 a 1978, formó parte del primer grupo de objetores que no aceptaban someterse al servicio militar. Estuvo 5 meses en prisión en el Castillo de San Fernando de Figueras y quedó en libertad con la segunda amnistía, el año 1977. Una importante selección de los 20 primeros años de las luchas no violentas de objetores y de insumisos ha quedado publicada en 2023 en el libro Fer Front.
Más tarde se especializó en la investigación y diseño de nuevos modelos sociales. Fue coordinador del Centro de Estudios Joan Bardina (1984-1989), promotor de la encuesta mundial "Alternativa Intercultural" (1989) sobre los cambios de fin de siglo. Más tarde cofundó EcoConcern-Innovació Social (1990), donde elaboró documentos como "Cooperación intercultural para liberarnos del desarrollo".
Defiende un sistema monetario digital y transparente, que contemple el control social del crédito; ha sido uno de los promotores iniciales de la banca ética i impulsor del "Rec - moneda ciudadana".
A principio de los años 90 colaboró con Agustí Chalaux que inspiró el libro El Poder del dinero el 1992, que obtuvo el 3er premio de ensayo Joaquim Xirau el 1991.
En los primeros años de la década de 2000 organizó varias ediciones de la Marcha Catalana por la Cultura de la Paz que finalizaban en el Castillo de San Fernando de Figueras, donde había estado detenido, para entregar un manifiesto contra la guerra. A partir del año 2003, participó en diversas ediciones del Foro Social Mundial de Porto Alegre.
Ha sido cofundador, director y presidente de la organización no gubernamental catalana "Nova - Centre per a la Innovació Social", actualmente llamada "NOVACT - Instituto internacional para la acción Noviolenta".
Su trayectoria se ha ido focalizando en la lucha no violenta para fortalecer los movimientos sociales, el soporte a los movimientos de autodeterminación (Palestina, Sahara, Cataluña...), para frenar las guerras y como base de la autodefensa noviolenta.